# 長隆寺 (いわき市)
長隆寺（ちょうりゅうじ）は、福島県いわき市四倉町長友にある真言宗智山派の寺院。

## 歴史
1347年（貞和3年）、岩城長隆の開基である。当寺の裏山には空堀や土塁があるが、これは岩城惣領家の館「長友館」の跡地といわれている。
当寺の「木造地蔵菩薩立像」は、南北朝時代の作といわれており、「鼻取り地蔵」と呼ばれている。現在、国の重要文化財に指定されている。

## 文化財
- 木造地蔵菩薩立像（重要文化財 明治40年5月27日指定）[2]
- 紙本著色十二天図（いわき市指定文化財 昭和54年4月14日指定）[3]

## 交通アクセス
- いわき四倉ICより車4分。